# Белов, Владимир Ильич
Владимир Ильич Белов (род. 30 декабря 1930, Климово, Чувашская АССР) — советский и российский художник-живописец, Заслуженный художник Белорусской ССР, член Союза чувашских художников (1993).

## Биография
Работал на Козловском домостроительном комбинате (1948-50), художником на предприятиях Красноярска (1956-63), Белорусской ССР (1964-76), художником-живописцем Чувашских художественно-производственных мастерских Художественного фонда РСФСР (1976-90). В творчестве преобладают живописные пейзажи и полотна на военно-патриотические темы. Участник республиканских, областных выставок, а также Всероссийской (1980) и 6-й зональной выставки «Большая Волга» (1985).
Работал оформителем. В 1976 году вернулся в Чувашию, занимался оформительской работой экспозиций краеведческих музеев (Чувашского национального, где отдел природы полностью выполнен В. Беловым; Порецкого и др.). Персональная выставка произведений состоялась в Ибресях в 1980 году.
Часть картин в Чувашском государственном художественном музее.

## Основные картины
- Там, где Цивиль впадает в Волгу
- Время цветения лип
- Под майским солнцем
- Одинокий
- Река Вурнарка
- Пробуждение
- Речка Киря
- Апрель над полями
- Лето
- Отсюда мы родом

## Отзывы
В них сложный мир переживаний художника. Белов чувствует пластику и дерева, и земли, и воздушного пространства. Но более всего поражает его удивительная преданность обычному реалистическому изображению природы — цветущим травам и конскому щавелю в лугах, густым елям и розовеющим в цвету липам, весенним голубым проталинам и золоту осеннего леса <…> Попытки философского обобщения в пейзаже оборачиваются гимном обычной земной красоте.— (Карачарскова М.)